# تیشومینگو (اکلاهما)
تیشومینگو(به انگلیسی: Tishomingo) شهری در ایالت اکلاهما کشور ایالات متحده آمریکا است که جمعیت آن در سرشماری سال ۲۰۱۰ میلادی، ۳٬۰۳۴ نفر بوده‌است.